# Anoplotheriidae
Anoplotheriidae — вимерла родина парнопалих. Вони були ендеміками Європи протягом еоцену та олігоцену приблизно 44–30 мільйонів років тому. Його назва походить від давньогрецького: ἂνοπλος («беззбройний») і θήριον («звір»).

## Екологія
Види Anoplotheriidae істотно відрізнялися за розміром. Вважається, що Diplobune minor важив близько 20 кг, а Anoplotherium — до 271 кг. Вважається, що Anoplotherium був травоїдом, який піднімався на задні лапи, щоб харчуватися, тоді як Diplobune, як припускають, був деревною твариною, що лазить.

## Роди
- підродина Anoplotheriinae
  - Anoplotherium Cuvier, 1804
  - Diplobune Rutimeyer, 1862
  - Duerotherium Cuesta & Badiola, 2009
  - Ephelcomenus Hurzeler, 1938
  - Robiatherium Sudre, 1988
- підродина Dacrytheriinae
  - Dacrytherium Filhol, 1876
  - Catodontherium Depéret, 1908